# Богомолье (повесть)
«Богомо́лье» — повесть Ивана Шмелёва, написанная им в 1931 году в Париже. Автор создавал её параллельно с самым известным своим сочинением — романом «Лето Господне». Книга снискала широкую популярность в кругах русской эмиграции, а в конце 1980-х годов была впервые и с большим успехом издана в России.
Отойдя от описания в своих произведениях новой большевистской России, И. Шмелёв обратился к воспоминаниям, желая показать Россию утраченную.
Автор вспоминает своё детство, прошедшее в дореволюционной Москве. С теплотой и искренностью он воссоздаёт атмосферу того времени, описывает своих близких, попутчиков и встречных людей, хозяйственный и православный уклад тогдашней жизни, природу, наполняя произведение рассказами об уже несуществующих вещах и понятиях, которые безошибочно создают образ ушедшего времени.

## Сюжет
Повесть состоит из трёх частей: дом отца, дорога и пребывание в Сергиевом Посаде и Троице-Сергиевой лавре.
Один из работников отца Вани Шмелёва — плотник Горкин, решает отправиться на богомолье — в небольшое паломничество из Москвы в Сергиев Посад, как он говорил — к Преподобному. После колебаний отец отпускает Горкина и сына Ваню с ним, а позже и сам отправляется туда на лошади. В Посаде им удаётся встретиться с известным старцем Варнавой Гефсиманским, они находят новых старых друзей в лице известного на всю Россию игрушечника Аксёнова и его родни.